# ثورنتون فریلند
ثورنتون فریلند (انگلیسی: Thornton Freeland؛ ‏ ۱۰ فوریه ۱۸۹۸ – ۲۲ مه ۱۹۸۷) کارگردان فیلم اهل ایالات متحده آمریکا بود.
از فیلم‌ها یا مجموعه‌های تلویزیونی که وی در آن‌ها نقش داشته‌است، می‌توان به بزن‌بکوب! و ازدواج آخر هفته اشاره نمود.